# XML Bookmark Exchange Language
XML Bookmark Exchange Language (engl. für „Lesezeichen-Austausch-Sprache“), abgekürzt XBEL, ist ein offener XML-basierter Standard zum Speichern und Austauschen von URIs, auch bekannt als Lesezeichen oder Favoriten (im Internet Explorer), welcher die Handhabung von Lesezeichen vereinfachen soll. XBEL wurde von der Python XML Special Interest Group erschaffen, „um der Welt ein weiteres interessantes, lustiges und nützliches Projekt zu schenken“, welches damals die „Leistungsfähigkeit der Python XML Processing Software demonstrieren sollte“.

## Aufbau
Beispiel einer XBEL-Datei:
```
<?xml version="1.0" encoding="ISO-8859-1"?>

<!DOCTYPE xbel

  PUBLIC "+//IDN python.org//DTD XML Bookmark Exchange Language 1.0//EN//XML"

         "http://www.python.org/topics/xml/dtds/xbel-1.0.dtd">

<xbel
 
version=
"1.0"
>

  
<title>
Lesezeichen!
</title>

  
<desc>
Lernen
 
von
 
XBEL
 
am
 
Beispiel
 
von
 
zwei
 
Lesezeichen
 
und
 
einer
 
Verknüpfung
</desc>

  
<folder
 
id=
"f0"
 
added=
"2007-11-10"
>

    
<title>
Wiki
</title>

    
<desc>
Webseiten
 
von
 
Autoren-Gemeinschaften
</desc>

    
<bookmark
 
href=
"http://wikimediafoundation.org/"
 
id=
"b0"
 
added=
"2007-11-11"
 
modified=
"2007-11-14"
 
visited=
"2007-11-14"
>

      
<title>
Wikimedia
 
Foundation
</title>

    
</bookmark>

    
<bookmark
 
href=
"http://de.wikipedia.org/"
 
id=
"b1"
 
added=
"2007-11-11"
 
modified=
"2007-11-14"
 
visited=
"2007-12-27"
>

      
<title>
Wikipedia
</title>

    
</bookmark>

  
</folder>

  
<separator
 
/>

  
<alias
 
ref=
"b1"
 
/>

</xbel>

```

## Unterstützung
- Bisher beherrschen nur die Linux-Browser, Galeon, Konqueror und Arora sowie der Multiplattform-Browser Midori das XBEL-Format von Hause aus.
- Eine XBEL-Bookmark-Unterstützung für Mozilla Firefox bieten beispielsweise die Erweiterungen XBELFox,[S 1] SyncPlaces[S 2] sowie Bookmark Sync and Sort.[S 3] Diese ermöglichen es, Lesezeichen lokal, auf HTTP(S)- oder FTP-Servern im XBEL-Format zu speichern bzw. von diesen zu laden. Damit ist es möglich, Lesezeichen auf mehreren Rechnern simultan zu nutzen und zu pflegen.
- Für Firefox Quantum als auch Google Chrome und Opera bietet die Erweiterung Floccus[S 4] die Möglichkeit XBEL-Dateien zu verwenden und über WebDAV(s) auszutauschen (alternativ wird zur Onlinenutzung auch die Nextcloud-App Bookmarks unterstützt). Damit ist es möglich Lesezeichen Plattform- und Browser-übergreifend zu bearbeiten und zu synchronisieren.
- Eine Verwendung findet XBEL im Standalone-Programm XBELicious[S 5] für unixoide Systeme, welches Del.icio.us-Lesezeichen ins XBEL-Format umwandelt.

## Belege
Einzelnachweise:
1. ↑  XBEL im kleinen Lexikon des Internets
2. ↑   Zitat zum Entwicklungshintergrund (Memento vom 20. Februar 2006 im Internet Archive)

Referenzierte Software („S“):
1. ↑  XBELFox: firefox/addon/xbelfox (Memento des Originals vom 2. April 2015 im Internet Archive)  Info: Der Archivlink wurde automatisch eingesetzt und noch nicht geprüft. Bitte prüfe Original- und Archivlink gemäß Anleitung und entferne dann diesen Hinweis. addons.mozilla.org/de
2. ↑  SyncPlaces: firefox/addon/syncplaces addons.mozilla.org/de (Memento vom 28. Dezember 2012 im Webarchiv archive.today)
3. ↑  Bookmark Sync and Sort: firefox/addon/bookmark-sync-and-sort (Memento des Originals vom 7. Juni 2012 im Internet Archive)  Info: Der Archivlink wurde automatisch eingesetzt und noch nicht geprüft. Bitte prüfe Original- und Archivlink gemäß Anleitung und entferne dann diesen Hinweis. addons.mozilla.org/de; derzeit (Stand: 10. März 2012) nicht für die aktuelle Firefox-Version verfügbar.
4. ↑  Floccus: README.md auf Github. Abgerufen am 23. August 2018 (englisch).
5. ↑  XBELicious: xbel.sourceforge.net/2006/XBELicious